# Cap d'Estat d'Estònia
El Cap d'Estat d'Estònia (estonià: Riigivanem) és el President d'Estònia. Des de 1918 fins a 1920, el càrrec de cap d'estat el desenvolupà el primer ministre d'Estònia. Des de 1920 fins a 1937 va ser Cap d'estat. De 1937 fins a 1938 va ser President-Regent, des de 1938 fins a 1940 President de la República. Durant l'ocupació soviètica, el Cap del Consell Suprem. I des de 1992, President de la República.

## Primers Ministres d'Estònia (1918-1920)
| No. | Nom                             | Inici                  | Fi                     | Partit |
| --- | ------------------------------- | ---------------------- | ---------------------- | ------ |
| 1.  | Konstantin Päts (Primer mandat) | 24 de febrer de 1918   | 8 de maig de 1919      | M      |
| 2.  | Otto Strandman (Primer mandat)  | 8 de maig de 1919      | 18 de novembre de 1919 | TE     |
| 3.  | Jaan Tõnisson (Primer mandat)   | 18 de novembre de 1919 | 28 de juliol de 1920   | RE     |
| 4.  | Ado Birk                        | 28 de juliol de 1920   | 30 de juliol de 1920   | RE     |
| 5.  | Jaan Tõnisson (Segon mandat)    | 30 de juliol de 1920   | 26 d'octubre de 1920   | RE     |
| 6.  | Ants Piip                       | 26 d'octubre de 1920   | 21 de desembre de 1920 | TE     |

## Cap d'estat d'Estònia (1920-1937)
| No.       | Nom                             | Inici                  | Fi                     | Partit |
| --------- | ------------------------------- | ---------------------- | ---------------------- | ------ |
| 6. (1.)   | Ants Piip                       | 21 de desembre de 1920 | 25 de gener de 1921    | TE     |
| 7. (2.)   | Konstantin Päts (Segon mandat)  | 25 de gener de 1921    | 21 de novembre de 1922 | PK     |
| 8. (3.)   | Juhan Kukk                      | 21 de novembre de 1922 | 2 d'agost de 1923      | TE     |
| 9. (4.)   | Konstantin Päts (Tercer mandat) | 2 d'agost de 1923      | 26 de març de 1924     | PK     |
| 10. (5.)  | Friedrich Akel                  | 26 de març de 1924     | 16 de desembre de 1924 | RE     |
| 11. (6.)  | Jüri Jaakson                    | 16 de desembre de 1924 | 15 de desembre de 1925 | RE     |
| 12. (7.)  | Jaan Teemant (Primer mandat)    | 15 de desembre de 1925 | 9 de desembre de 1927  | PK     |
| 13. (8.)  | Jaan Tõnisson (Tercer mandat)   | 9 de desembre de 1927  | 4 de desembre de 1928  | RE     |
| 14. (9.)  | August Rei                      | 4 de desembre de 1928  | 9 de juliol de 1929    | ESTP   |
| 15. (10.) | Otto Strandman (Segon mandat)   | 9 de juliol de 1929    | 12 de febrer de 1931   | TE     |
| 16. (11.) | Konstantin Päts (Quart mandat)  | 12 de febrer de 1931   | 19 de febrer de 1932   | Cap    |
| 17. (12.) | Jaan Teemant (Segon mandat)     | 19 de febrer de 1932   | 19 de juliol de 1932   | PK     |
| 18. (13.) | Kaarel Eenpalu                  | 19 de juliol de 1932   | 1 de novembre de 1932  | PK     |
| 19. (14.) | Konstantin Päts (Cinquè mandat) | 1 de novembre de 1932  | 18 de maig de 1933     | Cap    |
| 20. (15.) | Jaan Tõnisson (Quart mandat)    | 18 de maig de 1933     | 21 d'octubre de 1933   | RKE    |
| 21. (16.) | Konstantin Päts (Sisè mandat)   | 21 d'octubre de 1933   | 3 de setembre de 1937  | Cap    |

## President-Regent d'Estònia (1937-1938)
| No.      | Nom                           | Inici                 | Fi                 | Partit |
| -------- | ----------------------------- | --------------------- | ------------------ | ------ |
| 21. (1.) | Konstantin Päts (Sisè mandat) | 3 de setembre de 1937 | 24 d'abril de 1938 | Cap    |

## President de la República d'Estònia (1938-1940)
| No.           | Nom                           | Inici              | Fi                   | Partit |
| ------------- | ----------------------------- | ------------------ | -------------------- | ------ |
| 21. (1.) (1.) | Konstantin Päts (Sisè mandat) | 24 d'abril de 1938 | 21 de juliol de 1940 |        |

## Primers Secretaris delPartit Comunista d'Estònia(RSS d'Estònia) (1940-1991)
La República Socialista Soviètica d'Estònia, es va establir el 21 de juliol de 1940 fins al 20 d'agost de 1991, que es va declarar la independència d'Estònia, hi va haver cinc Primers Secretaris del Partit Comunista d'Estònia, que feia el paper de cap de l'estat: 22. (1.) Karl Säre, 23. (2.) Nikolai Karotamm, 24. (3.) Johannes Käbin, 25. (4.) Karl Vaino i 26. (5.) Vaino Väljas.

## Presidents de la República d'Estònia (des de1991)
| No.           | Nom                  | Inici                | Fi                  | Partit      |
| ------------- | -------------------- | -------------------- | ------------------- | ----------- |
| -             | Vacant               | 20 d'agost de 1991   | 6 d'octubre de 1992 | Cap         |
| 27. (2.) (1.) | Lennart Meri         | 6 d'octubre de 1992  | 8 d'octubre de 2001 | EI          |
| 28. (3.) (2.) | Arnold Rüütel        | 8 d'octubre de 2001  | 9 d'octubre de 2006 | ER          |
| 29. (4.) (3.) | Toomas Hendrik Ilves | 9 d'octubre de 2006  | 9 d'octubre de 2016 | SDE         |
| 30. (5.) (4.) | Kersti Kaljulaid     | 10 d'octubre de 2016 | actualitat          | Independent |